# Волна преступности (фильм, 1954)
«Волна преступности» (англ. Crime Wave) — фильм нуар режиссёра Андре Де Тота, вышедший на экраны в 1954 году.
Фильм поставлен по рассказу Джона и Уорда Хокинсов «Преступный знак», который был опубликован в газете «Старадэй ивнинг пост». Он рассказывает о ловле полицией Лос-Анджелеса группы заключённых, сбежавших из тюрьмы Сан-Квентин и совершивших серию вооружённых ограблений, а также о бывшем заключённом, который встал на путь исправления.
Фильм известен своей полудокументальной формой изложения истории и уникальными для своего времени натурными съёмками на улицах Лос-Анджелеса. Наряду с такими фильмами нуар, как «Дом на 92-й улице» (1945), «Сборщики налогов» (1947), «Обнажённый город» (1948), «Он бродил по ночам» (1948), «Улица без названия» (1948), «История в Феникс-сити» (1955), «Линейка» (1958) и другие, эта картина относится к субжанру полицейского процедурала, в котором подробно показываются технические аспекты деятельности полиции во время поиска преступников.
Как отмечали критики, новаторский образ жёсткого детектива, созданный в фильме Стерлингом Хэйденом, предвосхитил появление на экране таких героев, как Клинт Иствуд в фильме «Грязный Гарри» (1971).

## Сюжет
В Лос-Анджелесе ночью трое сбежавших из тюрьмы Сан-Квентин преступников — Док Пенни (Тед де Корсия), Бен Гастингс (Чарльз Бронсон) и Гэт Морган (Нед Янг) — на угнанной машине подъезжают на автозаправочную станцию. Они нападают на единственного служащего станции (Даб Тейлор), который после сильного удара по голове теряет сознание, вскрывают кассу и похищают 130 долларов. Проезжавший мимо на мотоцикле патрульный полицейский замечает на станции вместо знакомого заправщика трёх подозрительных людей и решает выяснить, в чём дело. В ходе недолгого разбирательства Морган достаёт пистолет и убивает полицейского, которому ответным огнём удаётся ранить Моргана. Док и Гастинс дают Моргану 100 долларов и оставляют ему машину, а сами скрываются.
Раненому Моргану удаётся добраться до квартиры Стива Лэйси (Джин Нельсон), бывшего заключённого Сан-Квентина, который был освобождён условно-досрочно и решил начать честную жизнь. Он устроился на хорошую работу авиамехаником и живёт с любимой женой Эллен (Филлис Кирк). Не желая иметь ничего общего с преступным миром, он не пускает Моргана к себе в дом, однако под угрозой оружия вынужден открыть дверь. Раненый Морган садится в кресло и говорит, что скоро приедет вызванный доктор Отто Хесслер (Джей Новелло), который в своё время был лишён врачебной лицензии и посажен в Сан-Квентин за гибель девочки, а после выхода на свободу стал работать ветеринаром. Однако, перед самым приходом Хесслера, Морган умирает. Хесслер констатирует смерть, забирает деньги из кармана Моргана и уходит.
Оставшись с трупом бандита в собственной квартире, Стив боится обращаться в полицию, и звонит своему надзирающему офицеру Даниэлу О’Кифу (Джеймс Белл). При этом Стив просит Эллен не говорить никому о том, что в их доме был Хесслер, так как, узнав о его визите, полиция может решить, что Стив за одно с преступниками.
Тем временем в полицейском участке детектив, лейтенант Симс (Стерлинг Хэйден) предъявляет служащему автозаправки фотографии троих беглецов из Сан-Квентина, в которых тот узнаёт напавших на него грабителей. Заметив, что в последние дни уже было зафиксировано несколько аналогичных мелких ограблений, Симс предположил, что это дело рук одной и той же банды, которая, судя по всему, движется в направлении Сан-Диего. По городу проводятся массовые облавы, в ходе которых задерживают всех подозрительных лиц. Вскоре полиции удаётся обнаружить брошенную Морганом машину. Просмотрев списки проживающих поблизости бывших заключённых, полиция выходит на Стива Лейси, который сидел в Сан-Квентине одновременно с Морганом.
В квартире Стива появляются сочувствующий ему О’Киф, который верит в то, что Стив встал на путь исправления, и Симс, который исходит из того, что преступники неисправимы. С недоверием выслушав рассказ Стива, Симс принимает решение задержать его на три дня, обещая выпустить его в том случае, если тот будет сотрудничать с полицией. Стив отказывается, боясь мести со стороны бандитов, тем не менее Симс выпускает его, предупреждая, что снова засадит того в тюрьму, если тот свяжется с беглецами или не будет сотрудничать.
Счастливые Стив и Эллен возвращаются в свою квартиру, где их поджидают Док и Гастингс. Стив просит их немедленно уйти, говоря, что за квартирой ведёт наблюдение полиция. Однако Док отвечает, что он устроил дело так, что полиция будет искать их на пути в Сан-Диего. И потому он собирается отсидеться в квартире Стива, а затем ограбить банк в Лос-Анджелесе. Док говорит, что возьмёт с собой на дело Стива в качестве водителя. А затем Стив, у которого есть лицензия пилота, должен будет перебросить грабителей на похищенном частном самолёте в Мексику.
Тем временем Симс находит Хесслера в его ветеринарной клинике. Он добивается от напившегося доктора признания в том, что тот приезжал на квартиру Лейси, а затем заставляет Хесслера снова пойти туда и выяснить у Стива всё о грабителях. Однако Стив не впускает Хесслера в дом и отказывается с ним говорить. Док и Гастингс, которые слышат их разговор, понимают, что Хесслер пришёл, скорее всего, по указанию полиции. Гастингс тайно следует за Хесслером на машине Стива, и в ветеринарной клинике избивает врача до смерти. Случайный прохожий сквозь витрину клиники видит избиение Хасслера, после чего заходит в ближайшее кафе, где сообщает об этом двум полицейским. В момент их прибытия на место преступления Гастингсу удаётся скрыться и незаметно вернуться в квартиру Лейси. Понимая, что найдя машину Стива, полиция немедленно придёт к нему домой, бандиты решают немедленно покинуть квартиру, принуждая Стива и Эллен идти вместе с ними. Вскоре недалеко от ветеринарной клиники полиция действительно обнаруживает машину Стива, после чего его объявляют в розыск. Симс с помощниками приезжает на квартиру Лейси, где при обыске находит среди лекарств в туалетном шкафчике записку.
Тем временем Док и Гастингс приходят на квартиру к двум знакомым преступникам, Джонни Хэсслету и Зеннеру, с которыми собираются идти на дело. Оставив Эллен под наблюдением Хэслетта в качестве заложницы, преступники заставляют Стива сесть за руль автомобиля, на котором отправляются к банку.
Бандиты врываются в банк, однако там под видом служащих и клиентов их поджидают переодетые оперативники. Возникает перестрелка, в ходе которой убивают Дока, Гастингса и Зеннера. Услышав стрельбу, Стив срывается с места и мчится на квартиру, чтобы спасти Эллен. Стив, а вслед за ним и Симс успевают приехать как раз в тот момент, когда Хэслетт слушает по полицейской волне сообщаение о провале ограбления. Стив набрасывается на Хэслетта. В этот момент появляется Симс в сопровождении полицейских, которые арестовывают и увозят Хэсслетта.
Симс делает вид, что собирается арестовать и Стива, сажая его и Эллен в другую полицейскую машину. Отъехав на некоторое расстояние, Симс делает выговор Стиву за то, что тот сразу после прихода Моргана не заявил об этом в полицию, а затем благодарит его за то, что Стив оставил в шкафичке записку с указанием места и времени ограбления банка. Симс объясняет, что привык делить людей на хороших и плохих только после серьёзной проверки, которую Стив выдержал. Затем он снимает со Стива все обвинения и отпускает его вместе с Эллен домой.
Оставшись в одиночестве, Симс впервые светлеет и достаёт из кармана сигарету, делает одну затяжку, тут же выбрасывает её и снова берёт зубочистку.

## В ролях
- Стерлинг Хэйден — детектив, лейтенант Симс
- Джин Нельсон — Стив Лейси
- Филлис Кирк — Эллен Лейси
- Тед де Корсия — Док Пенни
- Чарльз Бронсон — Бен Гастингс (в титрах как Чарльз Бучински)
- Джей Новелло — доктор Отто Хесслер

В титрах не указаны
- Айрис Эдриан — подружка Гастингса
- Хэнк Уорден — Суини

## Создатели фильма и исполнители главных ролей
Кинокритик Джеймс Стеффен написал, что в 1940-50-е годы режиссёр Андре Де Тот "поставил несколько сравнительно недорогих триллеров и вестернов, ставших его лучшими работами. Он обычно отказывался от больших бюджетов и работы с большими звёздами, так как чувствовал, что картины категории В давали ему творческую свободу, не возможную при работе с большим бюджетом фильмов категории А. В одном из поздних интервью он заметил: «Зачем мне хотеть делать картину за миллион долларов? Мне не нужно головной боли на миллион. С низкими бюджетами основную часть времени я работал в полном одиночестве». Стеффен отмечает, что Де Тот «поставил не так много фильмов в стиле нуар, среди которых особенно выделяются нуаровый вестерн „Рэмрод“ (1947) и чистые нуары „Западня“ (1948) и „Волна преступности“».
Передавая Де Тоту сценарий фильма, студия «Уорнер бразерс» предполагала, что это будет более амбициозный проект с Хамфри Богартом и Авой Гарднер в главных ролях и съёмочным графиком, рассчитанным на 35 дней. Однако, по словам Де Тота, он решил, что на роль детектива «Стерлинг Хэйден подойдёт лучше во всех смыслах. У него было определённое ершистое достоинство. И он не был больше самой жизни, как Богарт». Джек Уорнер разрешил Де Тоту использовать Хэйдена, но при этом сократил бюджет и съёмочный график до 15 дней. Сегодня понятно, что Де Тот был определённо прав — Хэйден создал одну из своих лучших работ 1950-х годов".
К числу других наиболее заметных работ Стерлинга Хэйдена относятся роли в фильмах нуар «Асфальтовые джунгли» (1950) и «Убийство» (1956), а также в вестерне «Джонни Гитара» (1954). Кроме того, он снялся в фильмах нуар «Грубое обращение» (1949), «Внезапный» (1954) и «Очевидное алиби» (1954), где сыграл сходную роль жёсткого копа, а также в нео-нуаре «Долгое прощание» (1973).
Джин Нельсон, который играет «молодого бывшего заключённого, пытающегося сбежать от своего прошлого, сыграл в нескольких мюзиклах на рубеже 1940-50-х годов, но в этом фильме он сыграл свою первую крупную драматическую роль. Позднее он появился в „Оклахоме!“ (1955), но оставшуюся часть своей карьеры в основном он работал на телевидении и как режиссёр».

## Оценка фильма критикой
Фильм получил в целом положительные оценки как сразу после его выхода на экраны, так и впоследствии. К достоинствам фильма критики относили стилевое решение, отличные натурные съёмки на улицах Лос-Анджелеса и актёрскую работу, особенно, Стерлинга Хэйдена, создавшего необычный для своего времени образ детектива, который видит во всех бывших заключённых потенциальных преступников, но в котором предубеждённость странным образом уживается с прозорливостью.
После выхода фильма на экраны Филип К. Шуер из «Лос-Анджелес таймс» высоко оценил документальные качества фильма, его высокий уровень напряжённости и актёрскую игру, особенно, Хэйдена. «Нью-Йорк таймс» назвала фильм «обстоятельной и закономерной историей превращения бывшего заключённого в жертву, которая рассказана, к счастью, с визуальной выразительностью и вкусом, показывая криминальный Лос-Анджелес с высоты птичьего полёта».
Кинокритик Деннис Шварц назвал картину «крепким, но обычным фильмом нуар, который знаменателен своими чёрно-белыми натурными съёмками на деловых улицах Лос-Анджелеса и передачей нуаровой отчуждённости героев». При этом он отметил, что «этот низкобюджетный фильм категории В очень увлекателен, сделан в быстром темпе и внимателен к деталям». Джонатан Розенбаум из «Чикаго ридер» написал, что «нуар Андре Де Тота 1954 года рассказан неприукрашенно, мощно и экономно». Брюс Эдер охарактеризовал картину как «один из самых крутых фильмов категории В, поставленных на крупных студиях, который стал важным предшественником (если не оказал непосредственное влияние) на „Убийство“ (1956) Стенли Кубрика», отметив также, что этот 74-минутный фильм говорит больше и пробуждает больший интерес, чем многие двухчасовые эпические фильмы".
«Нью-Йорк таймс» написала: «Перемешивая некоторые старые ингредиенты со спокойной компетентностью, фильму удаётся выглядеть намного лучше, чем он есть на самом деле». Газета обращает внимание на «аутентичные места действия картины, мастерски подобранные режиссёром Андре Де Тотом и его оператором». Джеймс Стеффен отмечает, что «Волна преступности» был едва ли не первым фильмом нуар, снятым на натуре в Лос-Анджелесе, и она включает много узнаваемых мест в Глендейле и других частях Лос-Анджелеса, включая район Банкер Хилл, ветеринарную клинику с запоминающейся архитектурой, и реальное отделение «Банк оф Америка» в кульминационной сцене ограбления. По словам Де Тота, на съёмки всей сцены в банке «дали всего одну ночь. Все это знали, и это помогло. Это внесло стремительность, торопливость и срочность, которые нашли отражение на экране». Стеффен пишет, что "фильм также известен одним из первых случаев использования ночной натурной съёмки, что по словам Де Тота, «было необычным в то время — снимать за пределами специально подготовленных открытых съёмочных площадок, используя плёнку с низкой светочувствительностью, с тяжёлым оборудованием, неповоротливыми и неудобными в обращении камерами и штативами».
Критики высоко оценили сценарий фильма. «Нью-Йорк таймс» отметила, что он «предлагает довольно натуральный диалог и подробное, увлекательное исследование внутреннего механизма работы полиции Лос-Анджелеса». Эдер пишет, что сценарий «великолепен, он наполнен тонкими оттенками серого в психологических трактовках героев, а также нацеленностью на постоянное движение, которое усилиями Де Тота, ни разу не притормаживает и не колеблется. Персонажи всесторонне и богато проработаны, вплоть до фигур второго плана, таких как ветеринар и бывший заключённый (которого сыграл Джей Новелло), и в них есть своя неожиданная для зрителя сложность».
Режиссёрская работа Де Тота также характеризовалась весьма положительно. «Нью-Йорк таймс» написала, что «живая и выразительная картина мистера Де Тота проходит сквозь тёмные закоулки большого города, где бдительная полиция тщательно просеивает галерею двуличных завсегдатаев». Эдер отметил «великолепную постановку Де Тотом сцен экшна и диалогов». Стеффен вообще считает, что «во многих смыслах „Волна преступности“ является примером всего лучшего, что есть у Андре Де Тота как режиссёра: хорошо выверенный темп, сдержанный визуальный стиль и способность добиться самоотдачи от актёров». В 1990-е годы Кевин Томас из «Лос-Анджелес таймс» следующим образом сформулировал, почему фильм держится так хорошо и сегодня: «У Де Тота нет ни одного ложного движения, он никогда не теряет головоломного темпа и добивается выдающейся игры от одного из тех великолепных актёрских составов, которые мы когда-то принимали за должное в голливудских картинах». Стеффен отметил также операторскую работу Берта Гленнона, который «был одним из самых талантливых в Голливуде, он работал с такими режиссёрами, как Джон Форд и Йозеф фон Штернберг. Его значительный профессионализм без сомнения помог Де Тоту достичь того, что он хотел, и завершить работу в установленные сроки».
По мнению большинства рецензентов, успех фильма во многом обязан сильной актёрской игре, особенно, Хэйдена. Розенбаум отмечает, что «Стерлинг Хэйден играет раздражительного, жующего зубочистку копа из Лос-Анджелеса, который преследует бывшего заключённого (редкая драматическая роль танцора Джина Нельсона), которого принуждают принять участие в ограблении банка». «Нью-Йорк таймс» следующим образом характеризует игру Хэйдена: «В роли сержанта, который по идее должен персонифицировать закон, парадоксальное поведение мистера Хэйдена вносит беспокойную нотку праведного садизма. Его рычащая ненависть по отношению к любому бывшему заключённому и его откровенное запугивание честной супружеской пары делает мистера Хейдена и впрямь необычным образцом представителя закона». Его мысль продолжает Брюс Эдер: «Самую интересную из всех ролей играет Стерлинг Хэйден. В качестве персонажа, работающего с правильной стороны закона, он почти столь же страшен, как и в ролях злодеев. Его детектив, сержант Симс представляет собой сгусток экранной энергии, удручённый беспрерывным курением и из-за этого вынужденный жевать зубочистки. У него есть много личных причин точить топор на криминальный элемент, и он не уважает даже своих коллег, выступающих на стороне закона, таких как поддерживающий Стива офицер по надзору за досрочно-освобождёнными». Далее он пишет: «Игра Хейдена делает его героя почти столь же угрожающим, как и те люди, которых он преследует,… при этом сценарий точно знает, где положить этому конец, а Де Тот даёт Хейдену возможность — как раз в правильный момент и абсолютно убедительно — раскрыть образ своего героя через единственное проявление гуманности» в финале картины.
Высоко была оценена и игра Нельсона. «Нью-Йорк таймс», в частности, написала: «Отставив в сторону свои танцевальные туфли, мистер Нельсон выдаёт свою самую лучшую игру на сегодняшний день в дебютной для себя драматической роли». Эдер также считает, что наряду с игрой Хэйдена, «в основе успеха фильма лежит также великолепная актёрская игра Нельсона в роли превратившегося в жертву совершенно невинного человека».
«Нью-Йорк таймс» также высоко оценивает игру и других актёров: "Мисс Кёрк также смотрится сильно, также как и Тед де Корсия, Чарльз Бучински, Джей Новелло и Джеймс Белл.. Эдер также отмечает игру Теда де Корсия, Чарльза Бучински (в будущем известного как Чарльз Бронсон) и Тимоти Кейри «в качестве лучшего трио тихо устрашающих социопатов, которые когда-либо украшали криминальный фильм крупной студии к тому времени».